# Nelson Barahona
Nelson Alberto Barahona Collins (Colón, 22 de novembro de 1987) é um futebolista panamenho que atua como meia. Atualmente, joga pelo Itagüí Ditaires.